# Michał Serwacy Wiśniowiecki
Michał Serwacy Wiśniowiecki, född 1680, död 16 september 1744, var en polsk-litauisk adelsman. Han var hetman av Litauen och vojvod av Vilnius.
Wiśniowiecki utnämndes 1702 till fälthetman, kämpade kraftigt mot Jan Kazimierz Sapieha och förde på egen hand mot svenskarna ett misslyckat fälttåg, varunder han förövade många grymheter och plundrade många skatter, som svenskarna sedan tog på hans gods i Pinsk 1706. Efter freden i Altranstädt övergick han på Stanisław I Leszczyńskis sida och råkade i rysk fångenskap. Han rymde därifrån till utlandet, men återkom 1716 och försonade sig med kungen. Efter August II:s död (1733) spelade han en framstående roll och traktade själv efter kronan. Efter August III:s val övergick han till ryssarna. Han författade några religiösa skrifter på latin och polska.
Med honom utslockade den polsk-litauiska adelsätten Wiśniowiecki.